# Tilapia zillii
Tilapia zillii (Coptodon zillii) — пресноводная рыба семейства цихловых. Распространена в водоёмах Африки и юго-западной Азии. Инвазивный вид, имеет хозяйственное значение.

## Классификация
Вид описан в 1848 году Жерве как Acerina zillei, в дальнейшем получал многочисленные синонимичные названия, в итоге был включён в род Tilapia. Когда в результате молекулярного и морфологического анализа включаемых в этот род видов стало ясно, что филогенетически они относятся к разным ветвям эволюции, было предложено выделить из его состава ряд новых родов, в том числе род Coptodon, типовым видом которого должен стать Coptodon zillii. В настоящее время в ряде биологических справочных источников вид по-прежнему фигурирует как Tilapia zillii, в других уже как Coptodon zillii; Международным союзом охраны природы рассматривается как синоним вида Tilapia guineensis.

## Внешний вид и образ жизни
Стандартная длина (без хвостового плавника) 30 см, сообщалось об экземплярах длиной до 40 см. Максимальная известная масса тела 300 г, максимальный известный возраст 7 лет.
Тело буровато-оливковое с радужно-голубым блеском, без раздвоенных тёмных вертикальных полос на боках; при возбуждении на боках появляется продольная тёмная полоса. Грудь розоватая, спинной, анальный и хвостовой плавники буровато-оливковые с жёлтыми пятнами, на спинном и анальных плавниках также узкая оранжевая кайма. Брюшной плавник у молодых особей желтоватый или сероватый без пятен, с возрастом обычно темнеет и покрывается растущими пятнами. Характерное «тиляпийное» пятно широкое, захватывая область последнего шипа до четвёртного мягкого луча спинного плавника; рядом с пятном всегда жёлтая полоса. Губы ярко-зелёные.
T. zillii ведёт придонный образ жизни в пресных или солоноватых (с солёностью до 45 ‰) водоёмах, как правило на глубинах от 1 до 7 метров, предпочитая зоны с водными растениями. Мальки часто встречаются у границ густой растительности, молодь — в районах сезонного затопления. В основном дневная рыба, иногда образует стаи. Питается в основном водными растениями и эпифитами, в рацион также входят беспозвоночные.
Размножается круглогодично (при температурах 20 °C и выше), может делать несколько кладок икры в год. Самки откладывают клейкую икру — до 1000 икринок за один раз — на дне водоёма в местах с мелкими камнями или песком и густой растительностью на субстрат. Оба родителя затем охраняют кладку.

## Ареал и экология
T. zillii населяет водоёмы Африки (юг Марокко, Сахара, система Нигер-Бенуэ, реки Сенегал, Сасандра, Бандама, Бубо, Ме, Комоэ, Биа, Огун, Осун, Убанги, Уэле, Арувими, Итимбири, средний бассейн Конго, система Вольты, система Чад-Шари, озёра Альберт и Туркана, система Нила) и юго-западной Азии (бассейн реки Иордан) между 35° с. ш. и 10° ю. ш. со средней температурой воды от 11 до 36 °C (максимальный диапазон температур 6,5—42,5 °C). Интродуцирована в водоёмах США (штаты Аризона, Калифорния, Техас, Северная и Южная Каролина, Гавайи, возможно также во Флориде и Неваде).
Имеет хозяйственное значение как промысловая и аквариумная рыба, во многих местах разводится для контроля над зарастанием водоёмов. В нескольких странах интродукция T. zillii имела негативные последствия для экологии водоёмов.